# Ситонија
Ситонија (грч. Σιθωνία []), је полуострво које се налази у јужно од централног дела Халкидикија и средишње је полуострво на Халкидикију. Полуострво Касандра лежи на западу а полуострво Света Гора налази се на истоку. Ситонија је такође општина, која покрива полуострво Ситонију. Седиште општине је град Никити.

## Географија
Заливи који окружују полуострво су Сингитик залив на западу и Торонски залив на истоку. Планина Итамос или Драгоуделис је у центру полуострва. Међу многим местима на Ситонији је и древни град, дворац и црква Агиоса Атанасија у Торони, ветрењача у Сикиа и црква из 16. века у Никитију. Порто Коуфо, је највећа и најсигурнија природна лука у Грчкој, коју помиње Тукидидес као "шупљу луку", чини се да је то било место за пецање у тој области.
Јужно од излаза из луке је Карталиа, најјужнији део Ситоније, веома импресивно подручје које опчињава своје посетиоце својим каменитим скривеним плажама. Познате по својој природној лепоти су плаже Азапико, Тристиника, Коракас, Маратхиас, Каламици, Криаритси. Сва села покривају углавном у централне и јужне делове полуострва.
У средини полуострва Ситонија, у близини села Неос Мармарас, налази се познато одмаралиште Порто Карас; место на коме је 2003. године одржан самит лидера Европске уније. Предео је прекривен виноградима, шумама, пашњацима и планинама.

## Општина
Општина Ситонија је формирана 2011. године реформом локалне самоуправе тако што су спојене 
следеће две бивше општине, које су постале општинске јединице:
- Ситонија
- Торони

## Места
- Агиос Николаос
- Арменистис Кампинг[2]
- Елиа Акти или Елиа, или Плажа Маслина
- Каламитси
- Метаморфоси
- Неос Мармарас
- Никити
- Ормос Панагиас
- Партенонас
- Платанитси
- Порто Карас Одмаралиште
- Порто Коуфос или Порто Коуфо
- Пиргадитика или Пиргадикиа
- Салоникиоу
- Сарти
- Сикиа
- Торони
- Вулвуру